# Andreas von Regensburg

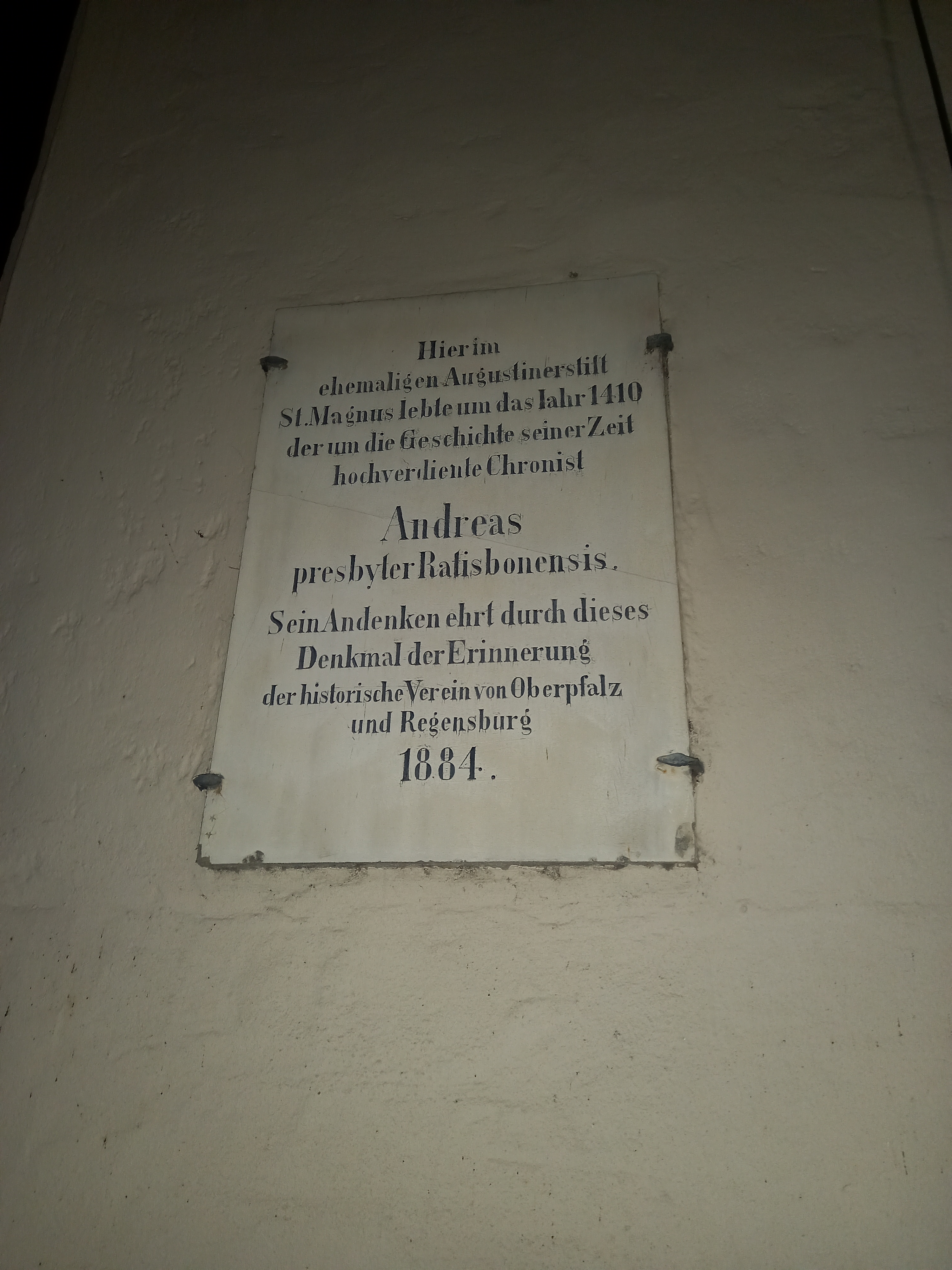
Gedenktafel für Andreas von Regensburg am ehemaligen Augustinerstift St. Mang (Regensburg)

Andreas von Regensburg (* um 1380 in Reichenbach; † nach 1442 in Regensburg) war ein bayerischer Chronist und Geschichtsschreiber. 

## Leben und Werk

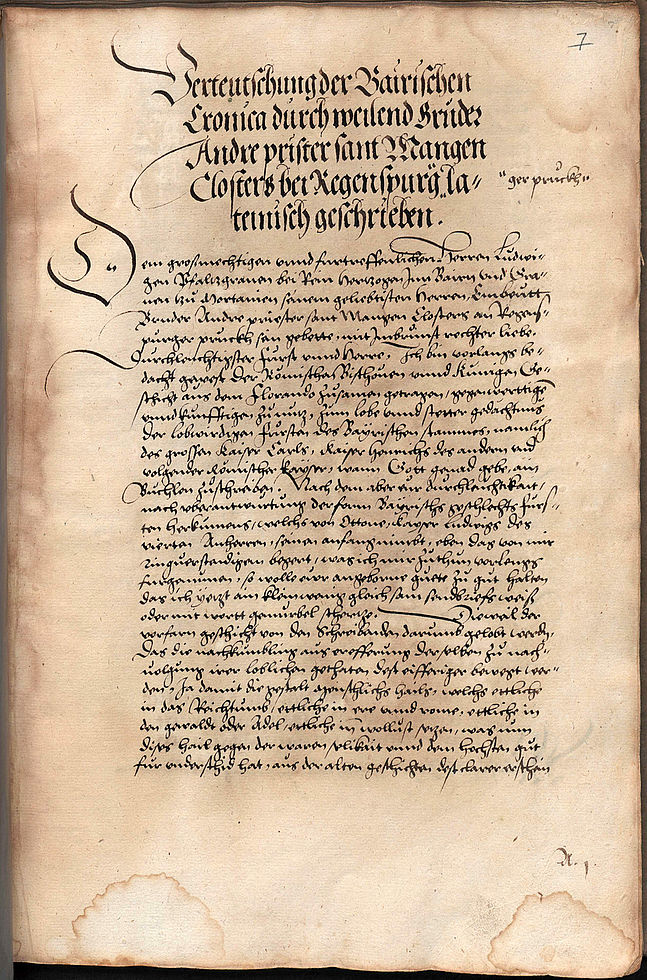
Andreas von Regensburg: Chronik von den Fürsten zu Bayern

Andreas wurde als Andreas Müller oder Müllner um 1380 in Reichenbach im mittleren Regental geboren. Im dortigen Benediktinerkloster erhielt er wohl ersten Elementarunterricht, bevor er in der Mitte der 1390er Jahre in Straubing die Schule besuchte. 1401 trat er in das 1138 gegründete Augustiner-Chorherren-Stift St. Mang in Stadtamhof ein. Seine Priesterweihe erhielt Andreas 1405 in Eichstätt. In St. Mang war er wohl lange Jahre als Quellensammler und Historiker tätig, bevor er das Amt des Dekans in seinem Stift übernahm. Das kleine Augustiner-Chorherren-Stift erlebte in der ersten Hälfte des 15. Jahrhunderts nicht zuletzt durch Andreas eine Blütezeit. Er starb nach dem Ausweis mehrerer Nekrologe an einem 7. Dezember; 1442 ist er letztmals urkundlich bezeugt.
Der Nachlass des Andreas von Regensburg wurde zu Beginn des 17. Jahrhunderts  von dem Regensburger Kartäuser Franciscus Jeremias Grienewaldt entdeckt, der auch einige Texte daraus abgeschrieben und somit gerettet hat, da die Bibliothek von St. Mang im Dreißigjährigen Krieg fast vollständig vernichtet wurde. 
Die großen Geschichtswerke des Andreas von Regensburg entstanden vor allem in den 1420er Jahren. Sein siebenteiliges Hauptwerk behandelt mit dem Konzil von Konstanz (1414–1418) das wichtigste Ereignis seiner Zeit. Auch Dokumente eines Salzburger Provinzialkonzils von 1418 und einer Regensburger Diözesansynode von 1419 wurden von ihm gesammelt (Concilium provinciale). Seine Chronik der Päpste und Kaiser (Chronica pontificum et imperatorum Romanorum) berücksichtigt besonders das Bistum Regensburg. Mit der Chronica de principibus terrae Bavarorum (1425–1428) schrieb er für Herzog Ludwig VII. von Bayern-Ingolstadt die erste bayerische Landeschronik überhaupt und übersetzte diese als Chronik von den Fürsten zu Bayern auch selbst ins Deutsche. Die Hussitengefahr, die gerade Ostbayern betraf, handelte er in einer Chronik mit vielen Dokumenten ab (Chronica Hussitarum, Dialogus de haeresi Bohemica). Für die Lokalgeschichte von Regensburg und Stadtamhof besonders interessant ist Andreas’ Diarium sexennale, in dem er wie in einem Tagebuch Notizen über Selbsterlebtes oder eingegangene Nachrichten aus den Jahren von 1422 bis 1427 aufzeichnete.

## Werke
- Georg Leidinger (Hrsg.): Andreas von Regensburg. Sämtliche Werke. Rieger, München 1903 (Quellen und Erörterungen zur bayerischen und deutschen Geschichte, Neue Folge, Band 1; online).